# 柿霜

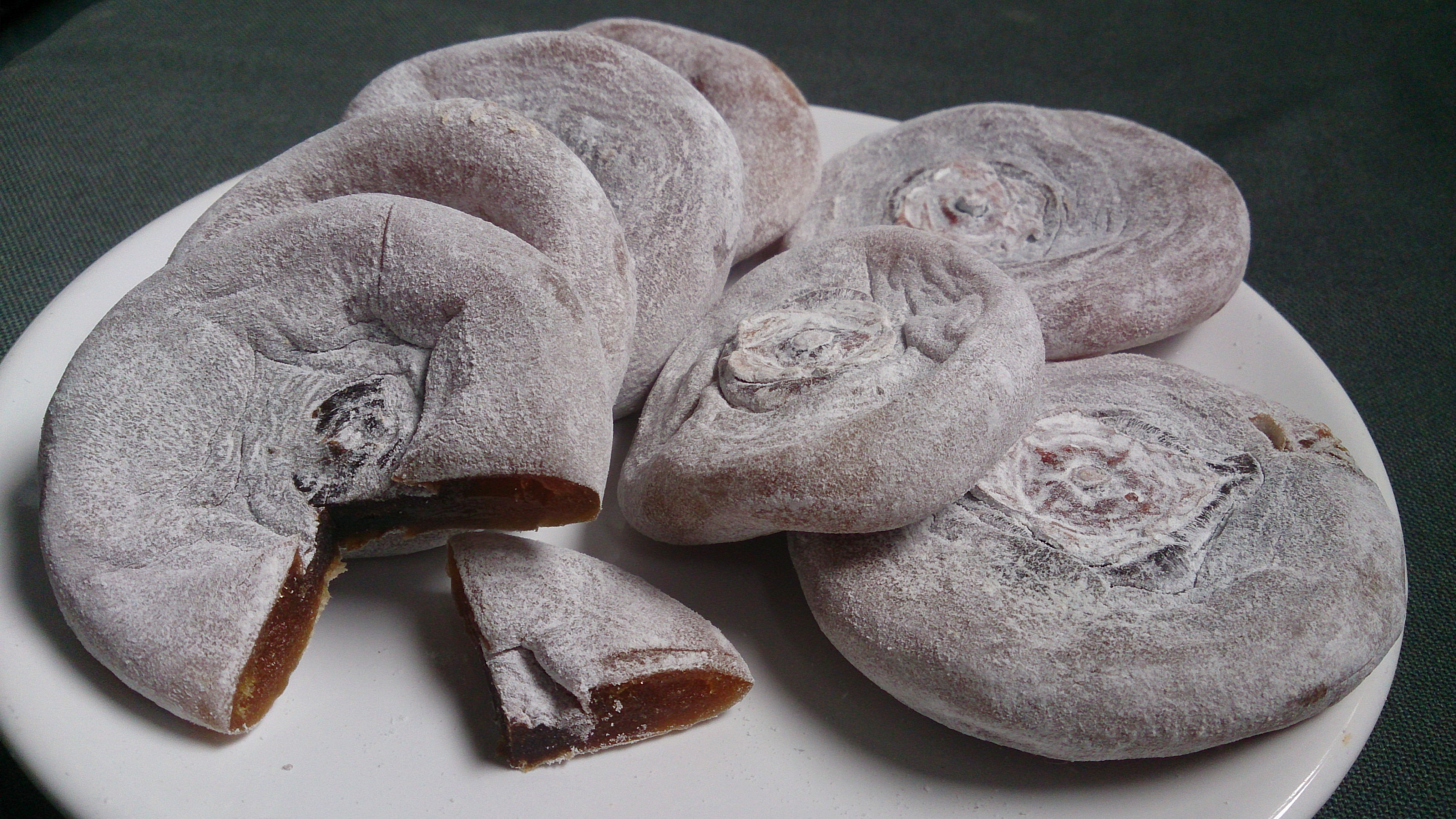

柿霜，柿子採收乾燥後，在柿乾表皮產生的白色粉末。柿霜的形成是由於柿子在乾燥過程中，柿子內含的糖份滲出後，結晶凝結於表皮而成，柿子愈乾燥，其柿霜也釋出愈多。柿霜可入藥，本草綱目的記載：柿霜性涼，可止咳、化痰、潤肺。